# NGC 876
NGC 876 (również PGC 8770 lub UGC 1766) – galaktyka spiralna (Sc), znajdująca się w gwiazdozbiorze Barana. Odkrył ją 22 listopada 1854 roku R.J. Mitchell – asystent Williama Parsonsa.